# Aloe andongensis
Aloe andongensis es una especie del género Aloe de la familia Xanthorrhoeaceae. Es originaria de Angola.

## Características
Es una planta con hojas suculentas con caudex de 30 a 60 cm de largo, con 2-3 ramas ascendentes. Las hojas lanceoladas, glaucas, sin manchad, de 20 cm de largo, con dientes pequeños. La inflorescencia en panícula deltoides; formando racimos densos, grandes, con brácteas lanceoladas. Perianto amarillo-rojo, en tubo corto, acampanado.

## Taxonomía
Aloe andongensis fue descrita por John Gilbert Baker y publicado en Bulletin du Muséum d'Histoire Naturelle, sér. II, 12: 353, en el año 1940.
Etimología
Ver: Aloe
andongensis: epíteto geográfico que alude a su localización en Pungo Andongo en Angola.
Sinonimia
- Aloe andongensis var. repens L.C.Leach (1974)
- Aloe andongensis var. andongensis (1878)[6][2]